# Olderfjord
Olderfjord (noruec), Leaibevuotna (sami septentrional) o Leipovuono (kven) és un poble del municipi de Porsanger al comtat de Finnmark, Noruega. El poble es troba al final del Olderfjorden, a la costa oriental de la península de Porsanger, al llarg de la riba del Porsangerfjorden.
El poble es troba a la cruïlla de les carreteres de la ruta europea E6 i la ruta europea E69, a uns 10 quilòmetres (6.2 mi) al nord-oest del poble més petit de Kistrand, on es troba la històrica església de Kistrand. Pel que fa a la seva longitud, Olderfjord es troba més a l'est que qualsevol lloc de Suècia i just a l'est de Hèlsinki . En estar molt per sobre dels 70°N, hi ha un sol de mitjanit i una nit polar prolongats al poble.